# Asplenium oblongifolium
Asplenium oblongifolium är en svartbräkenväxtart som beskrevs av Col. Asplenium oblongifolium ingår i släktet Asplenium och familjen Aspleniaceae. Inga underarter finns listade.

## Bildgalleri

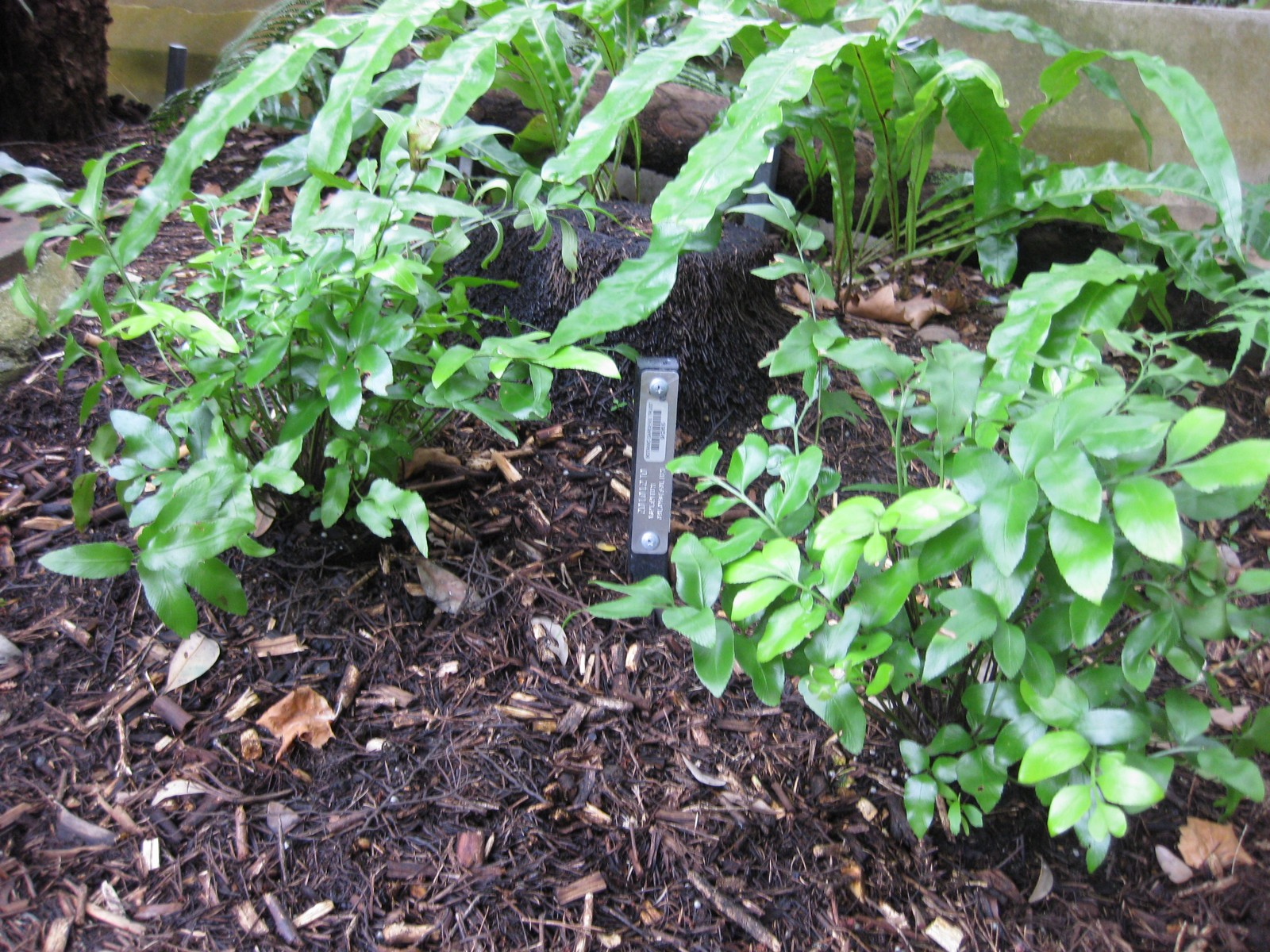
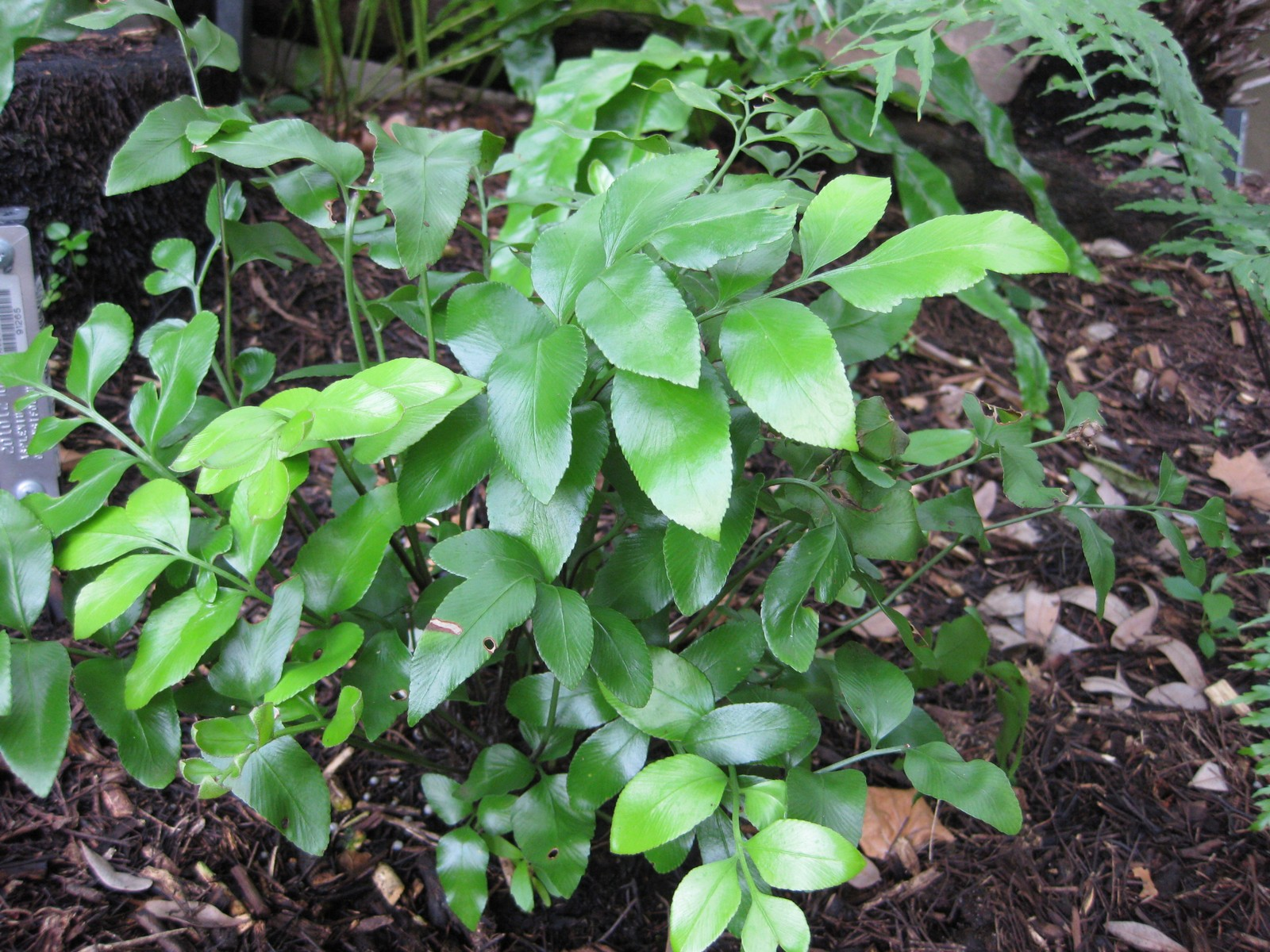
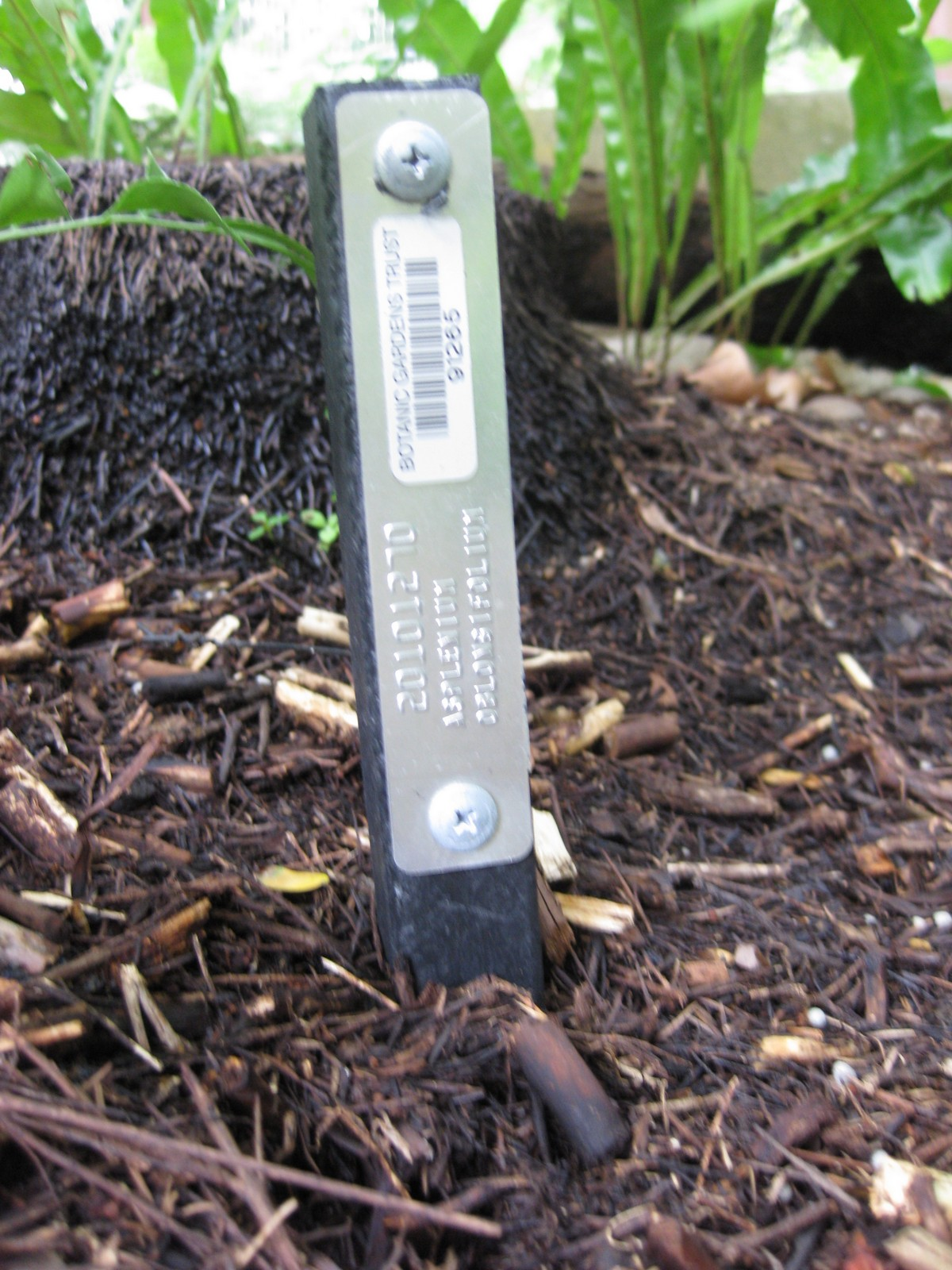
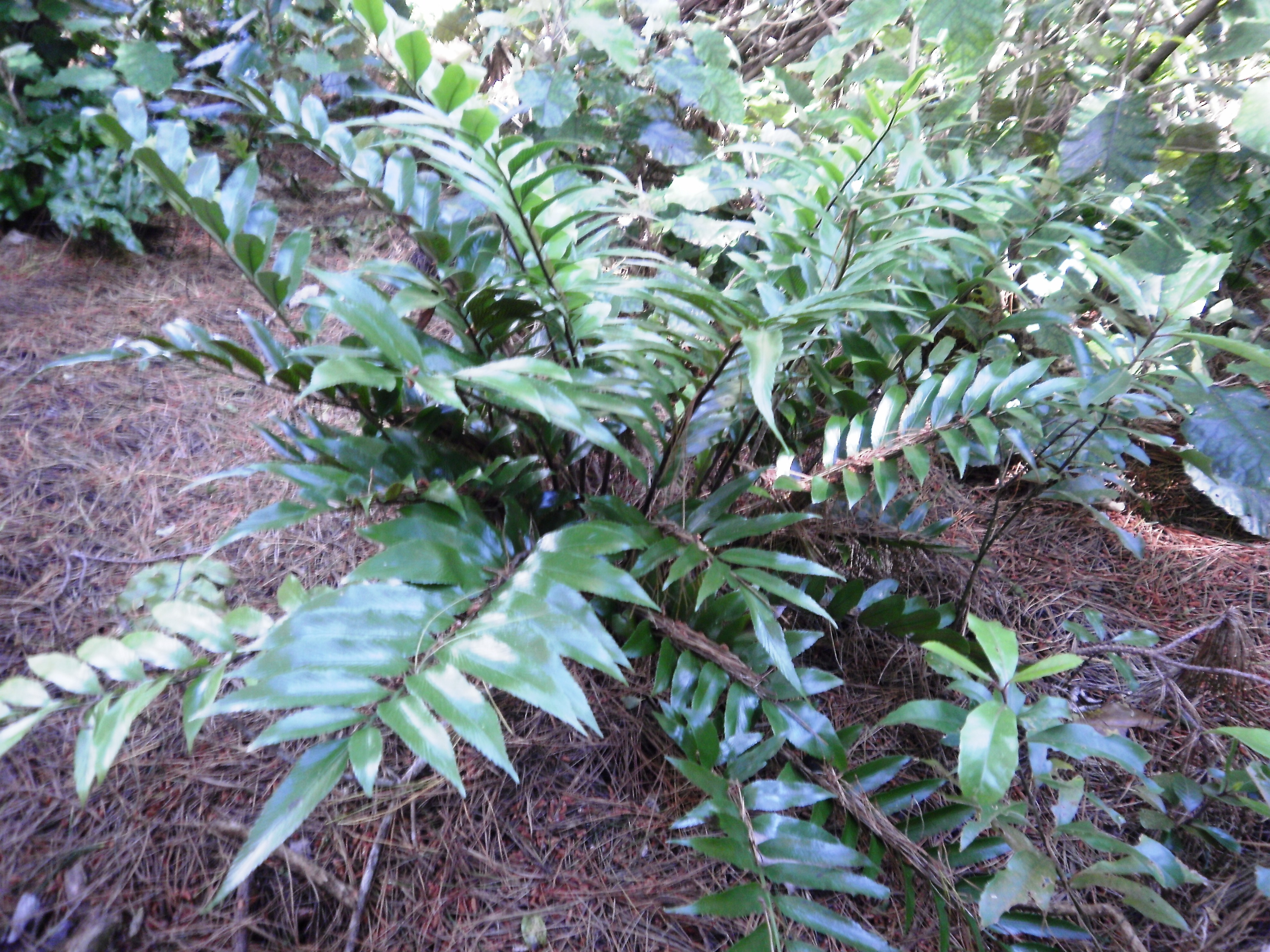